# Греч Олексій Миколайович
Олексій Миколайович Греч (справжнє ім'я Олексій Миколайович Залеман, 14 листопада, 1899 — 4 квітня, 1938) — російський історик, мистецтвознавець, сходознавець, письменник, знавець чотирьох мов, дослідник російської садибної історії і культури, другий голова Товариства вивчення російської садиби. Знавець японського мистецтва. Німець за походженням (з балтійської шляхти). Репресований і розстріляний 4 квітня 1938 р.

## Життєпис
Родина походила із німців Прибалтики. Народився в місті Санкт-Петербург. Мати після розлучення з чоловіком перебралась із сином в Москву. Закінчив Московський університет. Активно приєднався до пропаганди гинучої садибної архітектури і культури на початку 20 ст. Вперше за період наукових досліджень створив описи маловідомих чи невідомих пам'яток архітектури російського класицизму в Московській та сусідніх з нею областях. Сам проводив екскурсії по садибам Підмосков'я.
Разом із московськими краєзнавцями та Володимиром Згурою сприяв заснуванню Товариства вивчення російської садиби в Москві. 1926 року захистив дисертацію, присвячену творчості художника Олексія Антропова, уславленого портретиста доби рококо середини 18 ст. Працював викладачем в Державному Московському університеті. Проводив археологічні дослідження в експедиціях. Другий голова Товариства вивчення російської садиби по невчасної смерті Володимира Згури з 1928 року.
Під час державних гонінь на етнічних німців вперше арештований 1930 року під час чергової експедиції разом із нареченою. Засуджений до ув'язнення в Соловецькому таборі особливого призначення на десять років. Захворів на туберкульоз. 1934 року термін ув'язнення був скорочений до п'яти років. Під час ув'язнення по пам'яті створив рукопис ностальгічної книги «Вінець садибам».
23 липня 1934 р. випущений з концтабору і відправлений на заслання в місто Воронеж. Судимість зняли з забороною проживання в столичних містах. Перебрався на житло в місто Тула. Викладав англійську та німецьку мови в Механічному інституті. Вдруге арештований 1937 р. за звинуваченням в шпигунстві на користь Німеччини. Розстріляний 7 квітня 1938 року.
Реабілітований посмертно 1957 року за відсутністю злочинів.

## Книга «Вінець садибам»
Під час ув'язнення в концентраційному таборі на Соловках по пам'яті створив рукопис книги «Вінець садибам», ігноруючи її непотрібність більшовицькій владі і тогочасним читачам СРСР. Рукопис був прихований, збережений і вперше надрукований посмертно 1995 року.

## Друковані твори
- «Японская ксилография»: (Эволюция стиля) // ПР. 1924. Кн. 2.
- «Венок усадьбам», видана вперше посмертно 1995 р.
- Статья «Музыка в русской усадьбе»
- Статья «Барокко в русской живописи 18 века»